# Economía de Vanuatu

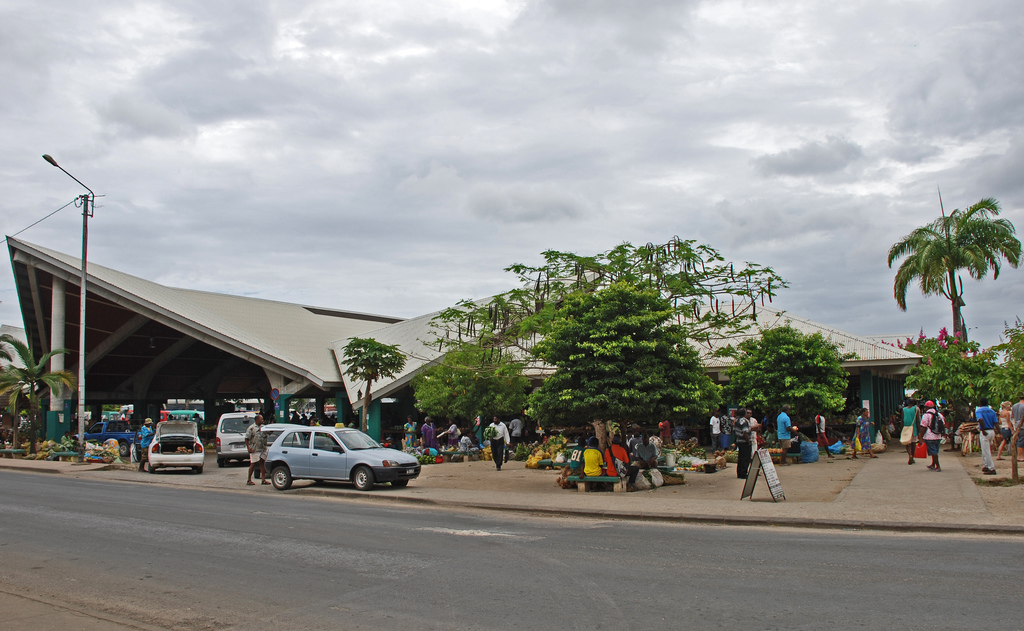
Un mercado en Port Vila.

La economía de Vanuatu está basada principalmente en la agricultura familiar, que suministra sustento para aproximadamente un 70% de la población. La pesca, los servicios financieros y el turismo, con los más de 167.000 visitantes en 2007, son otros de los sectores esenciales de la economía. Los depósitos minerales son insignificantes; el país no tiene ningún depósito conocido de petróleo. Un pequeño sector industrial aprovisiona el mercado local.
La fuente principal de impuestos es principalmente las importaciones. El desarrollo económico está limitado por la dependencia de relativamente pocos productos de exportación, por la vulnerabilidad a los desastres naturales, y por su situación geográfica, a gran distancia de los principales mercados consumidores.